# Campeonato Asiático de Atletismo de 2023 - 3000 m com obstáculos feminino
A prova dos 3000 metros com obstáculos feminino do Campeonato Asiático de Atletismo de 2023 foi disputada no dia 14 de julho de 2023, no Estádio Nacional, em Banguecoque, na Tailândia.

## Recordes
Antes desta competição, os recordes mundiais e do campeonato nesta prova eram os seguintes:
|                       | Nome               | Nacionalidade | Tempo     | Local       | Data                 |
| --------------------- | ------------------ | ------------- | --------- | ----------- | -------------------- |
| Recorde mundial       | Beatrice Chepkoech | Quênia        | 8m 44s 32 | Fontvieile  | 20 de julho de 2018  |
| Recorde do campeonato | Lalita Babar       | Índia         | 9m 34s 13 | Wuhan       | 6 de julho de 2015   |
| Recorde asiático      | Ruth Jebet         | Bahrein       | 8m 52s 78 | Saint-Denis | 27 de agosto de 2016 |

## Medalhistas
| Ouro                  | Prata                 | Bronze                |
| Parul Chaudhary (IND) | Xu Shuangshuang (CHN) | Reimi Yoshimura (JPN) |

## Cronograma
Todos os horários são locais (UTC+7)
| Data        | Hora  | Evento |
| ----------- | ----- | ------ |
| 14 de julho | 17:30 | Final  |

## Resultado final
A final ocorreu no dia 14 de julho às 17:30.
| Posição           | Atleta            | Nacionalidade | Tempo    | Notas |
| ----------------- | ----------------- | ------------- | -------- | ----- |
| Medalha de ouro   | Parul Chaudhary   | Índia         | 9:38.76  |       |
| Medalha de prata  | Xu Shuangshuang   | China         | 9:44.54  |       |
| Medalha de bronze | Reimi Yoshimura   | Japão         | 9:48.48  |       |
| 4                 | Preeti Lamba      | Índia         | 9:48.50  |       |
| 5                 | Chikako Mori      | Japão         | 9:56.67  |       |
| 6                 | Nguyễn Thị Oanh   | Vietname      | 10:09.62 |       |
| 7                 | Daisy Jepkemei    | Cazaquistão   | 10:19.19 |       |
| 8                 | Dilshoda Usmanova | Uzbequistão   | 10:45.05 |       |
| 9                 | Joida Gagnao      | Filipinas     | 11:38.38 |       |

Legenda
| Recorde mundial       | Recorde mundial (World record)               |                       | Recorde africano                      | Recorde africano (African) |                                           | Q | Classificado por posição (Qualified) |
| Recorde do campeonato | Recorde do campeonato (Championship record)  | Recorde da América    | Recorde da América (Americas)         | q                          | Classificado por melhor tempo (Qualified) |   |                                      |
| Melhor marca do ano   | Melhor marca do ano (World leading)          | Recorde asiático      | Recorde asiático (Asian)              | DNS                        | Não largou (Did not start)                |   |                                      |
| Recorde nacional      | Recorde nacional (National record)           | Recorde europeu       | Recorde europeu (European)            | DNF                        | Não terminou (Did not finish)             |   |                                      |
| Recorde pessoal       | Recorde pessoal do atleta (Personal best)    | Recorde da Oceania    | Recorde da Oceania (Oceania)          | DSQ / DQ                   | Desclassificado (Disqualified)            |   |                                      |
| Recorde da temporada  | Recorde da temporada do atleta (Season best) | Recorde sul-americano | Recorde sul-americano (South America) | NM                         | Sem marca (No mark)                       |   |                                      |